# Кугурлуй
Кугурлу́й — озеро заплавного типу на південному заході України, на півдні Бессарабії. Включено до міжнародного списку водно-болотних угідь, що охороняються Рамсарською конвенцією.
Розташоване в Ізмаїльському районі Одеської області. На півночі протокою сполучається з озером Ялпуг. На сході протоками Велика та Мала Репіда, а на півдні протокою Скунда сполучається з Дунаєм. Протока Скунда шлюзована. Також водообмін з Дунаєм відбувається по кількох невеликих протоках для пропуску риби.
Озеро приблизно круглої форми, діаметр близько 10 км, площа 82 км², середня глибина 0,8-1 м, максимальна — 2,5 м. Береги низовинні, звивисті, заболочені. Температура води влітку до +28° — +30°. Взимку озеро замерзає. Мінералізація води 0,8 — 1,5 г/л. Дно замулене.
Береги поросли очеретом та рогозом, в озері також розвивається гідрофільна рослинність. Багата іхтіофауна, у прибережних заростях — місця гніздування птахів, зокрема в плавнях біля південно-східного краю озера існує єдина в Україні колонія кучерявого пелікана (Pelecanus crispus) — найбільшого птаха Європи. На озері здійснюється промисловий вилов коропа, судака, ляща, щуки та інших видів риби, а також раків.
Водний баланс Кугурлую визначається в основному надходженням води за рахунок атмосферних опадів, випаровуванням з водної поверхні озера і самопливним водообміном з Дунаєм. У середньому 54.5 % у прибутковій частині водного балансу водойми становить донорська вода р. Дунай, а 45.5 % — всі інші джерела, серед яких 31.4 % — це надходження води з атмосферними опадами. У витратній частині водного балансу середній багаторічний об'єм скидів води в р. Дунай становить приблизно 27 %, а на інші джерела приходиться 73 %, у тому числі на транспірацію і випар з водної поверхні озер — 54.6 %.
Вода Кугурлую — джерело зрошування. Між південним узбережжям Кугурлую та Дунаєм шляхом обвалування створено польдер, який планувалося використовувати для вирощування зернових культур (пшениця, жито) з періодичним засіванням кукурудзою та люцерною в рамках сівообігу. В теперішній час переважно висіваються кормові культури (люцерна, конюшина).
У період 1939—1941 рр., після відходження Бессарабії до СРСР за пактом Молотова-Рібентропа, озеро Кугурлуй було основною базою Дунайської Військової флотилії.[джерело?]

## Галерея

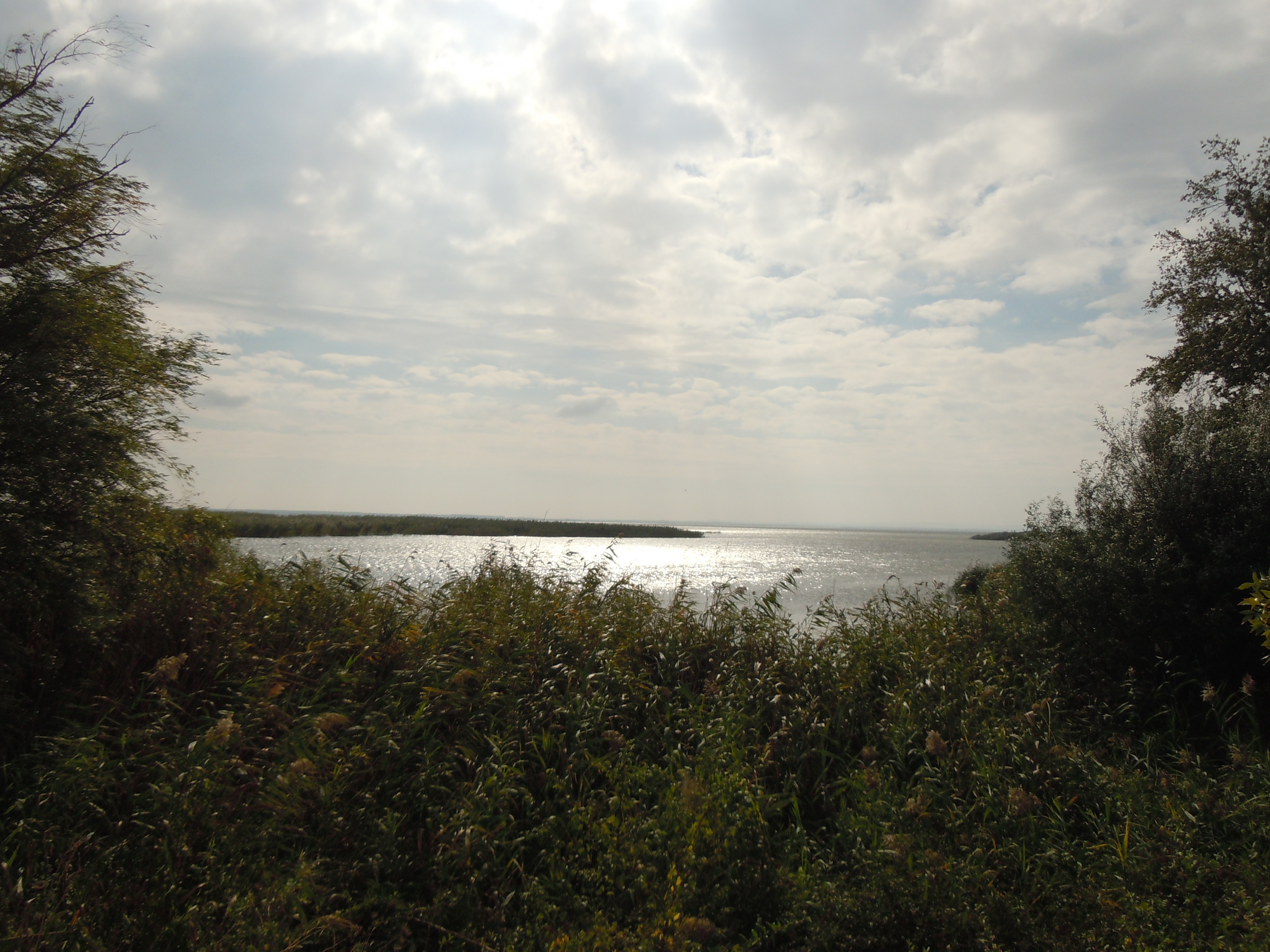
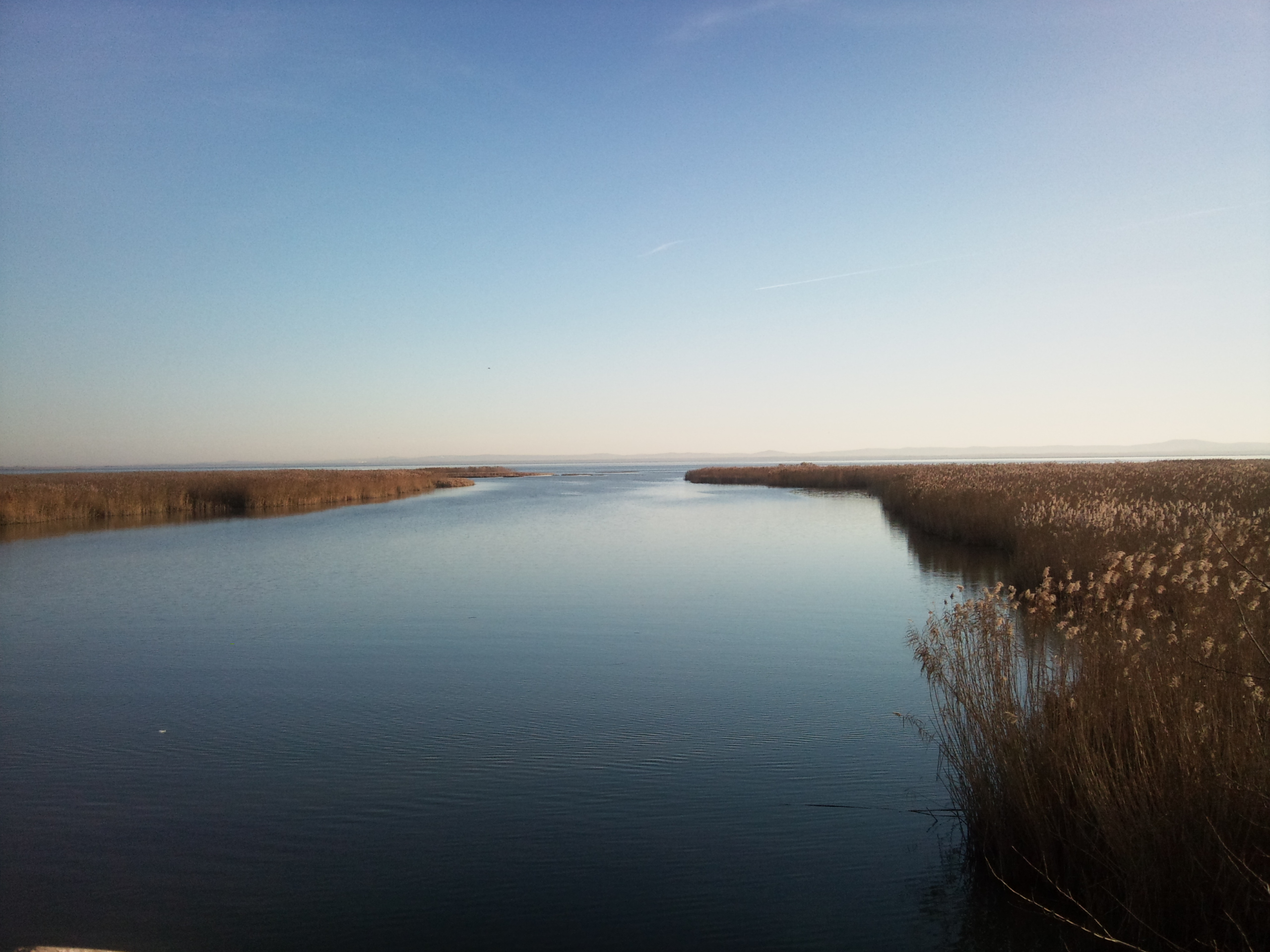